# Ришкулица (Хунедоара)
Ришкулица (рум. Rișculița) насеље је у Румунији у округу Хунедоара у општини Баја де Криш. Oпштина се налази на надморској висини од 281 m.

## Становништво
Према подацима из 2002. године у насељу је живело 475 становника, од којих су сви румунске националности.